# La Venus maldita
La Venus maldita es una película coproducción de Argentina y México filmada en colores dirigida por Alfredo B. Crevenna según el guion de Rafael García Travesi sobre el argumento de Marcos Bronenberg que se estrenó el 11 de mayo de 1967 en México y no se exhibió en Argentina. Tuvo como protagonistas a Libertad Leblanc, Guillermo Murray, Héctor Godoy y Bertha Moss. 

## Producción
Fue rodada enteramente en el Perú, la mayoría de las escenas en Lima y algunas en Ancón y Cuzco. Alfredo B. Crevenna, cuyo nombre verdadero era Alfredo Bolóngaro Crevenna fue un prolífico director de cine que nació en Fráncfort del Meno, Alemania el 22 de abril de 1914, debió salir de su país con la ascensión del nazismo al poder, continuó su carrera en México y falleció el 30 de agosto de 1996 en México D.F. a raíz de un cáncer.

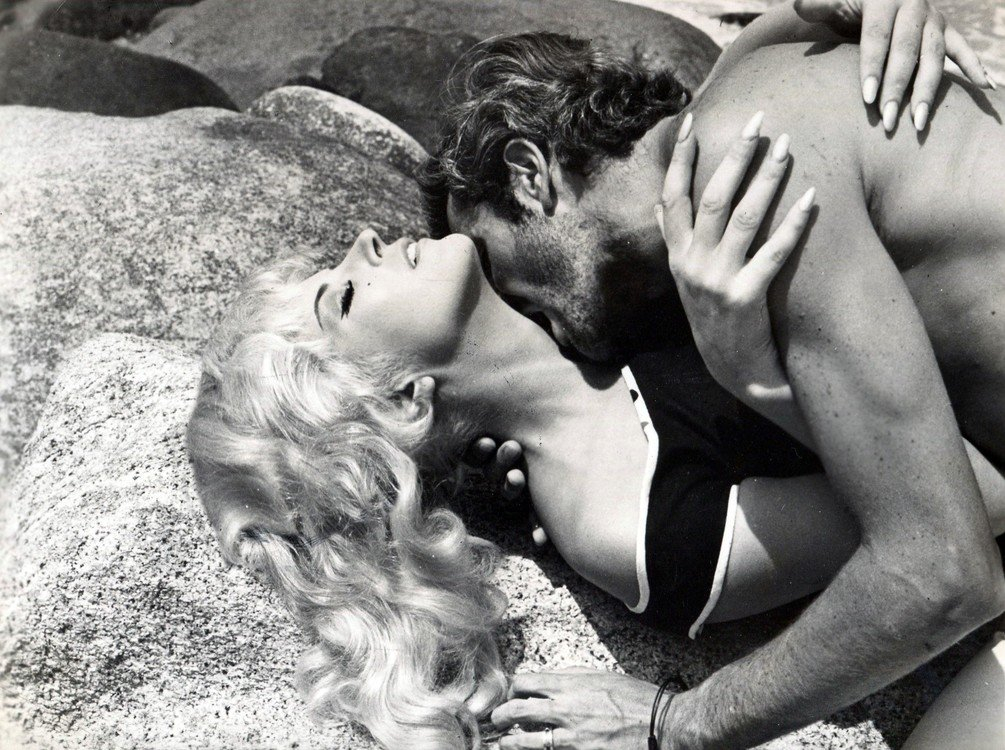
Libertad Leblanc y Guillermo Murray en la película.

## Sinopsis
Luego de haberse casado con el joven millonario enfermo al cual le toca cuidar, una enfermera se enamora del mejor amigo de su marido y planean matarlo. 

## Reparto
Intervinieron en la película los siguientes intérpretes:
- Libertad Leblanc
- Guillermo Murray
- Héctor Godoy
- Bertha Moss
- Luis Álvarez
- Edwin Mayer
- Alicia Maguiña
- Luis Angel Pinasco
- Cuchita Salazar
- Elena Cortez
- Los Golden Boys